# Exetastes longipes
Exetastes longipes là một loài tò vò trong họ Ichneumonidae.